# Соссюрея
Соссюре́я, или Горьку́ша (лат. Saussurea) — род многолетних трав семейства Астровые, или Сложноцветные (Asteraceae).

## Название
Род Saussurea Декандоль назвал в честь двух своих соотечественников-натуралистов отца и сына Соссюр (Saussure). Отец (Орас Бенедикт де Соссюр. 1740—1749) был геологом, известным исследователем Альп, интересовался также ботаникой — занимался изучением устьиц и подъёма питательных веществ по стволу растений. Сын (Никола Теодор де Соссюр. 1767—1845) известен как химик и физиолог растений.

## Распространение и среда обитания
Различают около 400 видов, в Евразии и Северной Америке. На территории России и сопредельных стран около 115 видов, главным образом в Сибири, Средней Азии и на Дальнем Востоке.
Наиболее известны Соссюрея горькая (Saussurea amara) и Соссюрея солончаковая (Saussurea salsa); растут по солончакам, солонцам, солонцеватым лугам и степям. Большинство видов соссюреи обитает в субальпийском и альпийском поясе гор по лугам, каменистым склонам, осыпям, скалам, горным тундрам.
В горах Тянь-Шаня, Памира, Куньлуня, Тибета, Каракорума и в Гималаях на высотах 4500—5000 м встречается Соссюрея гнафалиевидная (Saussurea gnaphalodes), которая является одним из самых высоко произрастающих цветов. Это очень необычное растение, которое невозможно не приметить в высокогорье. Похожа на неё Соссюрея ледниковая (Saussurea glacialis), которая также произрастает на больших высотах.

## Ботаническое описание
Листья очерёдные, от цельных до перисторассечённых.
Цветки трубчатые, обоеполые, большей частью розовые или пурпуровые, в соцветиях — корзинках, образующих общее соцветие, или иногда одиночных.
Плод — семянка с хохолком из перистых волосков.

## Классификация

### Таксономия[4]
Saussurea DC., 1810, Ann. Mus. Natl. Hist. Nat. 16: 156, 198, tt. 10, 13
Род Соссюрея относится к семейству Астровые (Asteraceae) порядка Астроцветные (Asterales). Кладограмма в соответствии с Системой APG IV:
|  |                                      |  |                                   |                                   |                    |  | ещё 10 семейств |               |               |                                                                                |
|  |                                      |  |                                   |                                   |                    |  |                 |               |               | 490 подтвержденных и 128 ожидающих подтверждения видов и инфравидовых таксонов |
|  |                                      |  |                                   | порядок Астроцветные              |                    |  |                 |               | род Соссюрея  |                                                                                |
|  |                                      |  |                                   | порядок Астроцветные              |                    |  |                 |               | род Соссюрея  |                                                                                |
|  | отдел Цветковые, или Покрытосеменные |  |                                   |                                   | семейство Астровые |  |                 |               |               |                                                                                |
|  | отдел Цветковые, или Покрытосеменные |  |                                   |                                   |                    |  |                 |               |               |                                                                                |
|  |                                      |  | ещё 63 порядка цветковых растений | ещё 63 порядка цветковых растений |                    |  |                 | ещё 1804 рода | ещё 1804 рода |                                                                                |
|  |                                      |  |                                   | ещё 63 порядка цветковых растений |                    |  |                 |               | ещё 1804 рода |                                                                                |

## Виды
Некоторые из них:
- Saussurea alpina (L.) DC. typus[1] — Соссюрея альпийская
- Saussurea amara (L.) DC. — Соссюрея горькая
- Saussurea costus (Falc.) Lipsch.— Соссюрея костус
- Saussurea franchetii Koidzumi
- Saussurea gnaphalodes (Royle ex DC.) Sch.Bip. — Соссюрея гнафалиевидная, или Соссюрея сушеницевидная
- Saussurea glacialis Herd. — Соссюрея ледниковая
- Saussurea leucophylla Schrenk
- Saussurea pygmaea (Jacq.) Spreng. — Соссюрея серебристая
- Saussurea salsa (Pall. ex Pall.) Spreng. — Соссюрея солончаковая

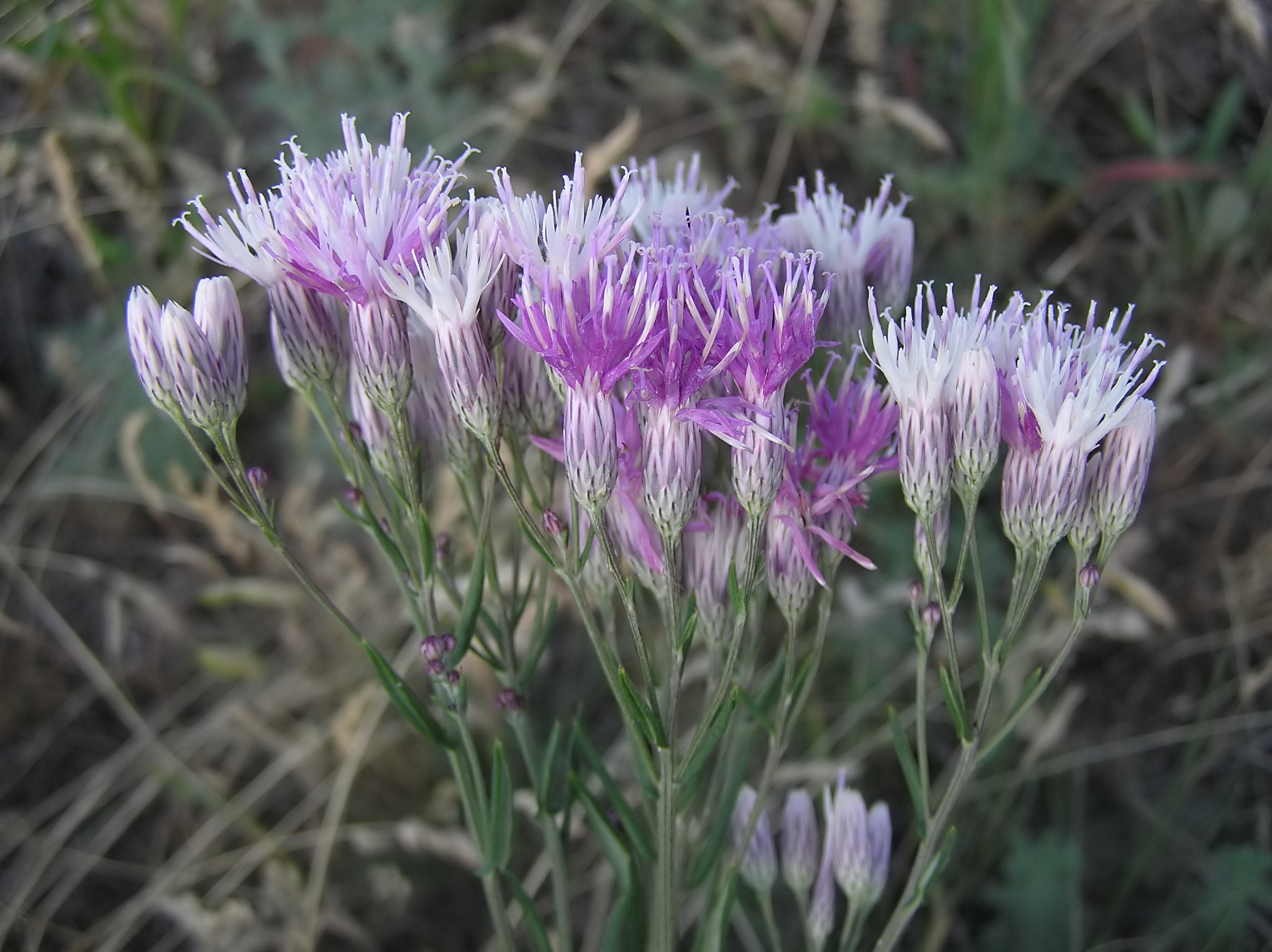
Соссюрея солончаковая (Saussurea salsa). Окрестности Саратова
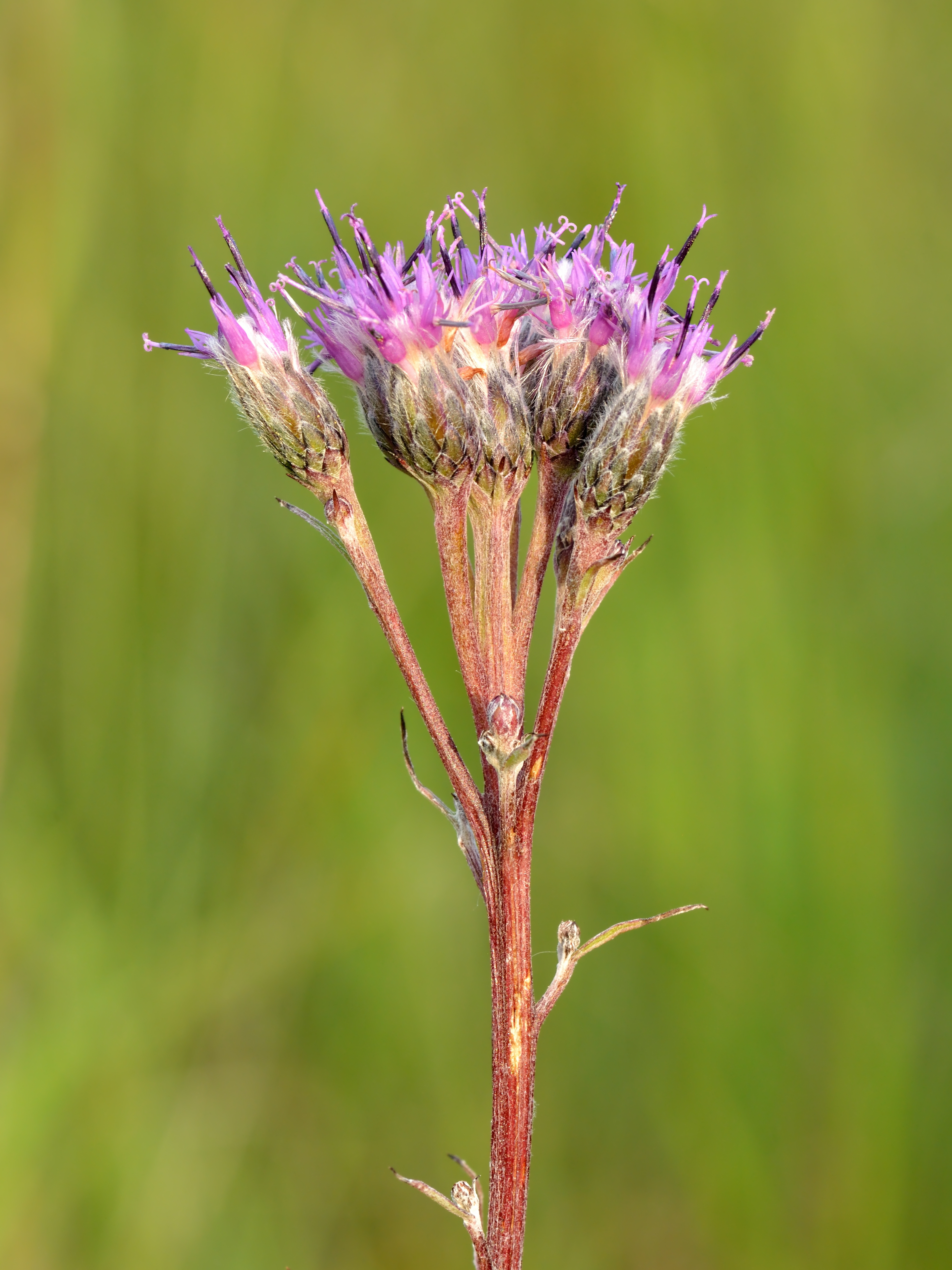
Соссюрея эстонская Saussurea alpina subsp. esthonica